# Ivar Sjölin
Ivar Sjölin (Lidköping, Suecia, 28 de septiembre de 1918-ídem, 10 de septiembre de 1992) fue un deportista sueco especialista en lucha libre olímpica donde llegó a ser subcampeón olímpico en Londres 1948.

## Carrera deportiva
En los Juegos Olímpicos de 1948 celebrados en Londres ganó la medalla de plata en lucha libre olímpica estilo peso pluma, tras el luchador turco Gazanfer Bilge (oro) y por delante del suizo Adolf Müller (bronce).